# Remo nos Jogos Pan-Americanos de 2019 - Skiff simples peso leve feminino
A competição do skiff simples peso leve feminino foi um dos eventos do remo nos Jogos Pan-Americanos de 2019. Foi disputada no Albufera Medio Mundo, em Huacho, nos dias 7 e 10 de agosto.

## Calendário
Horário local (UTC-5).
| Data         | Horário | Fase          |
| ------------ | ------- | ------------- |
| 7 de agosto  | 9:50    | Eliminatórias |
| 7 de agosto  | 16:10   | Repescagem    |
| 10 de agosto | 9:30    | Final A       |

## Medalhistas
| Ouro   | MEX Kenia Lechuga |
| Prata  | ARG Milka Kraljev |
| Bronze | CUB Milena Venega |

## Resultados

### Eliminatórias
Bateria 1
| Pos. | Remador            | Nacionalidade | Tempo   | Notas |
| ---- | ------------------ | ------------- | ------- | ----- |
| 1    | Kenia Lechuga      | MEX México    | 7:49.87 | FA    |
| 2    | Milena Venega      | CUB Cuba      | 7:50.44 | FA    |
| 3    | Patricia Mara      | CAN Canadá    | 8:05.74 | R     |
| 4    | Gabriela Mosqueira | PAR Paraguai  | 8:13.82 | R     |
| 5    | Sabrina Díaz       | URU Uruguai   | 8:19.83 | R     |

Bateria 2
| Pos. | Remador         | Nacionalidade   | Tempo   | Notas |
| ---- | --------------- | --------------- | ------- | ----- |
| 1    | Milka Kraljev   | ARG Argentina   | 7:57.24 | FA    |
| 2    | Vanessa Cozzi   | BRA Brasil      | 8:00.32 | FA    |
| 3    | Antonia Liewald | CHI Chile       | 8:03.59 | R     |
| 4    | Adriana Escobar | ESA El Salvador | 8:45.78 | R     |

### Repescagem
Repescagem
| Pos. | Remador            | Nacionalidade   | Tempo   | Notas |
| ---- | ------------------ | --------------- | ------- | ----- |
| 1    | Patricia Mara      | CAN Canadá      | 7:52.80 | FA    |
| 2    | Gabriela Mosqueira | PAR Paraguai    | 7:55.42 | FA    |
| 3    | Adriana Escobar    | ESA El Salvador | 8:01.08 | FB    |
| 4    | Sabrina Díaz       | URU Uruguai     | 8:01.43 | FB    |
| 5    | Antonia Liewald    | CHI Chile       | 8:05.76 | FB    |

### Final
Final B
| Pos. | Remador         | Nacionalidade   | Tempo   | Notas |
| ---- | --------------- | --------------- | ------- | ----- |
| 7    | Antonia Liewald | CHI Chile       | 8:00.15 |       |
| 8    | Adriana Escobar | ESA El Salvador | 8:12.86 |       |
| 9    | Sabrina Díaz    | URU Uruguai     | DNS     |       |

Final A
| Pos.              | Remador            | Nacionalidade | Tempo   | Notas |
| ----------------- | ------------------ | ------------- | ------- | ----- |
| Medalha de ouro   | Kenia Lechuga      | MEX México    | 7:42.27 |       |
| Medalha de prata  | Milka Kraljev      | ARG Argentina | 7:43.60 |       |
| Medalha de bronze | Milena Venega      | CUB Cuba      | 7:46.72 |       |
| 4                 | Patricia Mara      | CAN Canadá    | 7:53.86 |       |
| 5                 | Vanessa Cozzi      | BRA Brasil    | 7:57.38 |       |
| 6                 | Gabriela Mosqueira | PAR Paraguai  | 7:59.16 |       |